# Perinoia lallemandi
Perinoia lallemandi is een halfvleugelig insect uit de familie Aphrophoridae. De wetenschappelijke naam van deze soort is voor het eerst geldig gepubliceerd in 1914 door Melichar.